# Krytschau

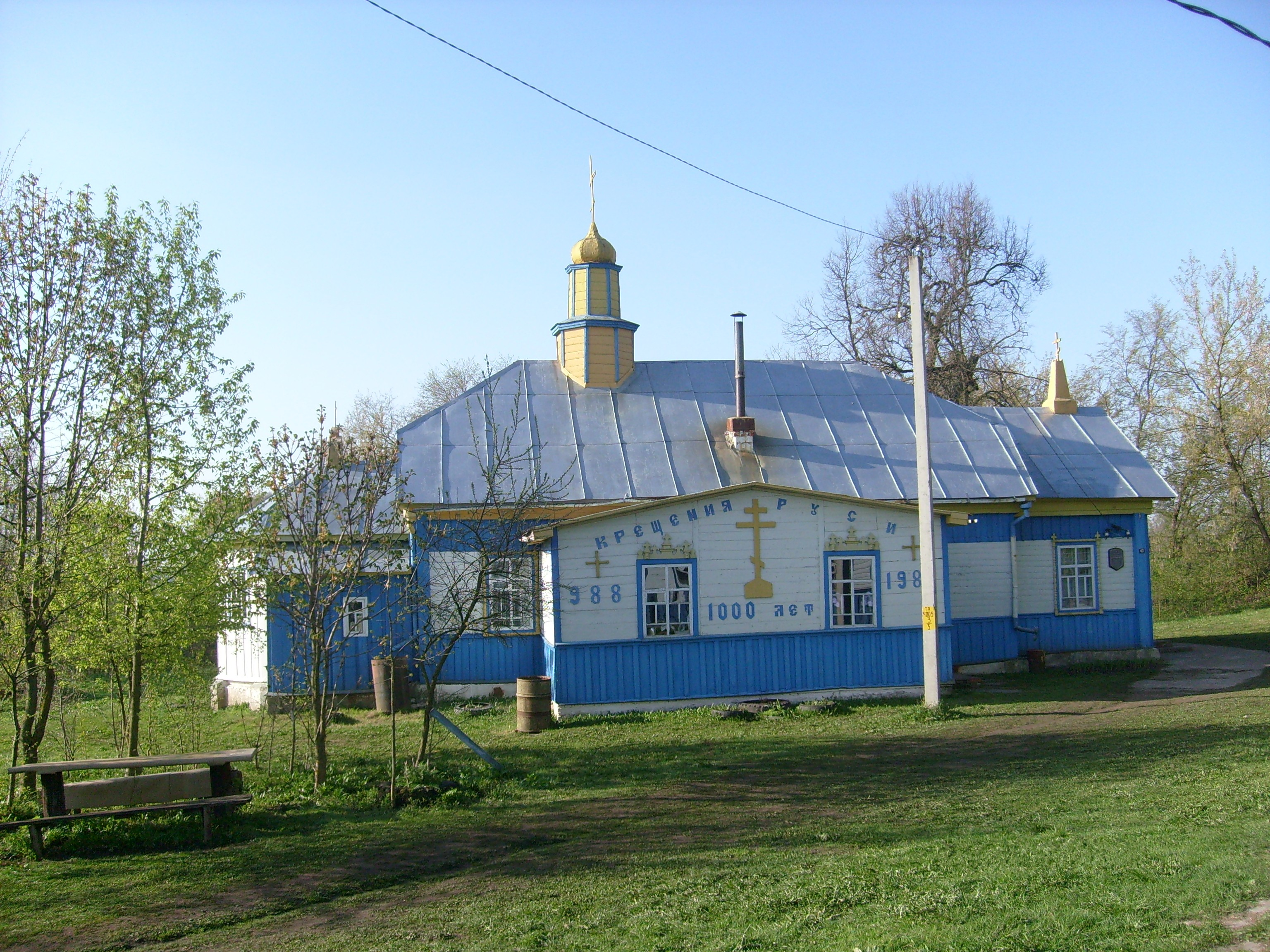
St.-Nikolai-Kirche

Krytschau (belarussisch Крычаў/Kryčaŭ, russisch Кричев/Kritschew) ist eine Stadt in der Republik Belarus in der Mahiljouskaja Woblasz mit rund 30.000 Einwohnern.

## Geografie
Die Stadt liegt im äußersten Osten des Landes am Fluss Sosch. Rund 20 km nordöstlich verläuft die Grenze zu Russland.

## Wappen
Beschreibung: In Rot ist ein schwebendes eingebogenes goldenes Tatzenkreuz links von einem silbernen pfahlgestellten Schwert begleitet.

## Verkehr
Krytschau bildet einen Verkehrsknoten sowohl im Schienen- als auch im Straßenbinnenverkehr in Belarus mit Verbindungen nach Orscha und Mahiljou.

## Söhne und Töchter der Stadt
- Michail Krywanossau (1929–1995), Hammerwerfer
- Aljaksandr Masejkin (* 1961), Handballspieler
- Natallja Laurynenka (* 1977), Ruderin
- Aksana Mjankowa (* 1982), Hammerwerferin